# Canadian Illustrated News

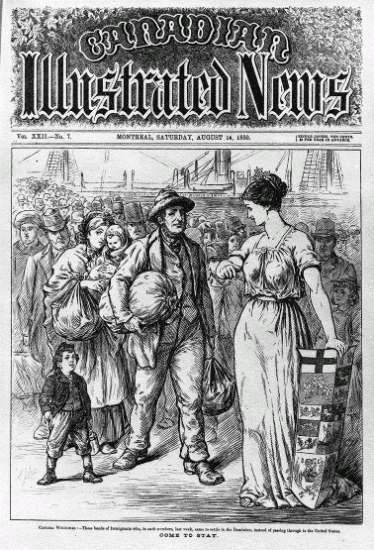
Come to Stay (Venez pour rester) : l'immigration dans le Dominion du Canada, Canadian Illustrated News, 1880

Le Canadian Illustrated News est un hebdomadaire de langue anglaise publié par George-Édouard Desbarats à Montréal (Québec) de 1869 à 1883. Il est le premier journal illustré publié à Montréal.

## La vie du périodique
Le Canadian Illustrated est le premier magazine illustré de Montréal. Publié par George-Édouard Desbarats, la première édition parait à Montréal le 30 octobre 1869. Par ailleurs, trois mois plus tard, Desbarats ne tarde pas à faire paraitre le pendant français de cette publication, soit le magazine l'Opinion publique, que l'on qualifiait comme étant l'unique périodique illustré de langue française en Amérique du Nord. À ses débuts, le journal anglophone vendu au prix de dix sous est édité par Desbarats et Alexander Robertson. Le Canadian Illustrated news ne tarde pas à jouir d'une réputation notoire grâce à l'utilisation, alors peu répandue, de la similigravure, une technique novatrice permettant de reproduire des photographies. Inventée par William Leggo, cette technologie, plus exactement la « leggotypie »,  permet d'obtenir une gravure en demi-teintes à partir d'une photographie. Pour sa part, Desbarats, qui finançait l'opération, pensait que l'image était « la manière la plus directe et la plus sûre d'atteindre l'esprit »[réf. nécessaire]. Le Canadian Illustrated News a été le premier magazine au monde à faire semaine après semaine de bonnes reproductions de photographies.  
La couverture médiatique du journal est tant locale, nationale qu'internationale. 
Le 29 décembre 1883, le journal cesse de paraître faute de rentabilité. Quelque 15 000 illustrations ont été publiées durant les 14 années d'existence du magazine, laissant l'opportunité tant aux artistes établis qu'aux amateurs de publier leur travail,.

## Collaborateurs
- L'artiste amateur Thomas Fenwick a représenté visuellement les paysages de la ville de Métis-sur-Mer durant les années 1870[5].
- Le peintre Adolph Vogt, a illustré les événements liés aux raids fénéiens en 1870[7].
- Le député fédéral Fabien Vanasse a été l'un des journalistes de ce périodique[réf. nécessaire].
- La critique et compositrice canadienne Susie Frances Harrison aurait commencé à publier de la poésie dans cette publication à l'âge de 16 ans sous le pseudonyme de « Medusa »[8].
- Le graveur, John Henry Walker[9]

## Sources
- Canadian Illustrated News, Bibliothèque et Archives nationales du Québec (cliquer sur « Pour en savoir plus... »)
- Canadian Illustrated News : Les nouvelles en images : 1869-1883, Bibliothèque et Archives Canada